# Майнцская Псалтирь
О рассказе Жана Рэя см. Майнцский псалтырь

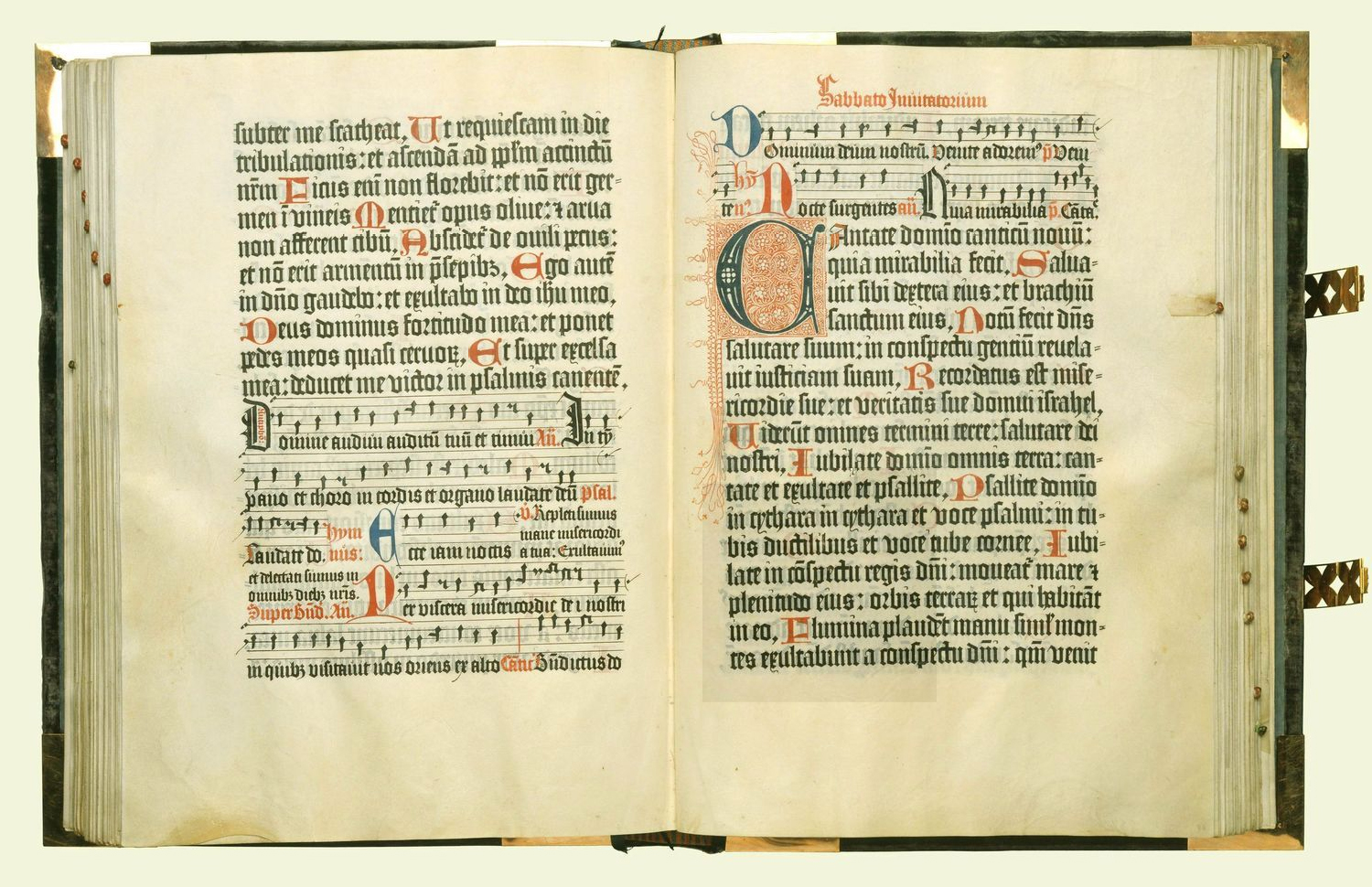
Разворот из Майнцской псалтири

Майнцская псалтирь (нем. Mainzer Psalter) была напечатана в 1457 году Петером Шеффером и Иоганном Фустом по заказу майнцского архиепископа. Эта инкунабула является выдающимся произведением раннего книгопечатания.

## Описание
Майнцская Псалтирь, собрание псалмов на латинском языке для литургической службы, вышла в двух изданиях: «кратком» и «расширенном». Первое предназначалось для общего пользования и содержало 143 страницы. Во втором, выпущенном специально для Курмайнца, было 175 страниц. Оба издания были отпечатаны на пергамене, в одну колонку. При печати было использовано несколько различных шрифтов: большой и маленький готические шрифты, основанные на текстуре, и закругленный шрифт для инициалов, основанный на унциале. Ноты в книге написаны от руки.
Особенностью издания Псалтири стало применение многокрасочной печати: книга напечатана черной, красной и синей красками. Инициалы вынимались из набора и окрашивались в красный или синий цвет отдельно от основного текста. Таким образом, страницы могли печататься в один прогон. Для больших инициалов, которые в книгах Гутенберга еще вписывались вручную, Петер Шеффер изобрел особое металлическое клише, которое позволило печатать их в две краски одновременно (позже Шеффер повторил опыт в издании Валерия Максима 1471 года). Исходя из сведений, указанных в колофоне книги, печать Псалтири была закончена 14 августа 1457 года. Таким образом, Майнцская Псалтирь является первой датированной инкунабулой.
Выразительность типографского оформления позволяет предположить, что работа над книгой началась еще при участии Иоганна Гутенберга. Фуст и Шеффер закончили печатать книгу уже в своей типографии. Вторая псалтирь, выпущенная типографами, так называемая Бенедиктинская Псалтирь (Psalterium Benedictinum), напечатана более мелким шрифтом. Впоследствии Шеффер использовал шрифт и элементы декора Майнцской Псалтири, например в Евхаристическом каноне (Canon Missae) 1458 года и во втором издании Бенедиктинской Псалтири (1490).

## Известные экземпляры
В настоящее время известно 10 экземпляров Псалтири (6 «кратких» и 4 «расширенных»):
- Берлинская государственная библиотека («расширенная»)
- Саксонская государственная и Университетская библиотека, Дрезден («расширенная»)
- Библиотека Дармштадтского технического университета («краткая»)
- Австрийская национальная библиотека («расширенная»)
- Национальная библиотека Франции («расширенная»)
- Муниципальная библиотека Анже, Франция («краткая»)
- Британская библиотека («краткая»)
- Королевская библиотека, Виндзор («краткая»)
- Библиотека Джона Райландса, Манчестер («краткая»)
- Принстонский университет («краткая»)